# Haarblättriger Wasserhahnenfuß
Der Haarblättrige Wasserhahnenfuß (Ranunculus trichophyllus), auch Haarblättriger Hahnenfuß genannt, ist eine Pflanzenart aus der Gattung Hahnenfuß (Ranunculus) innerhalb der Familie der Hahnenfußgewächse (Ranunculaceae). Sie gedeiht in stehenden oder langsam fließenden Gewässern in den gemäßigten Breiten und subarktischen Gebieten hauptsächlich der Nordhalbkugel.

## Ähnliche Arten
Diese dem Flutenden Wasserhahnenfuß (Ranunculus fluitans) ähnelnde Pflanzenart ist in stehenden oder langsam fließenden Gewässern anzutreffen; zudem hat diese Art kleinere Blüten und Blätter.

## Beschreibung und Ökologie

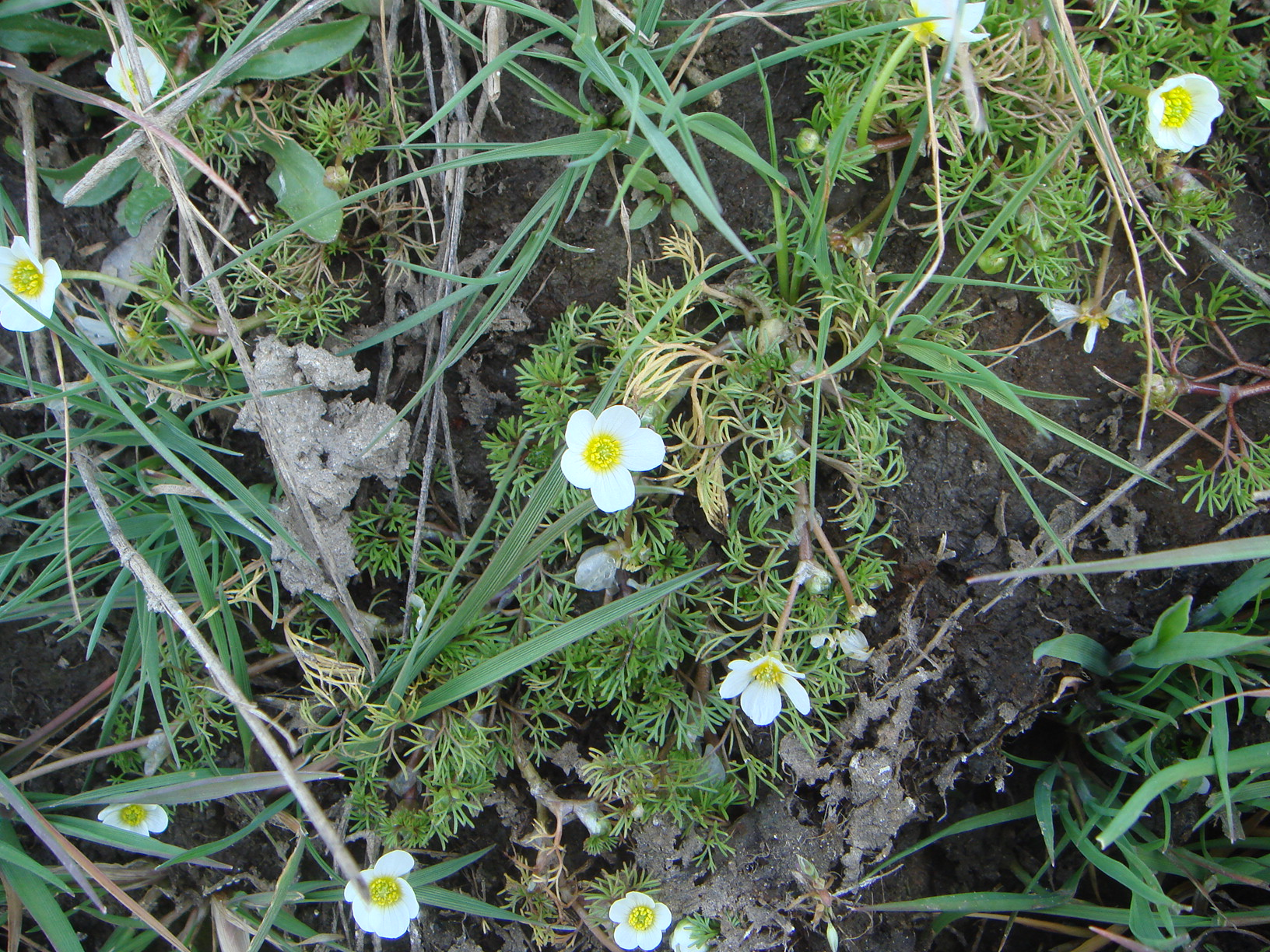
Landform

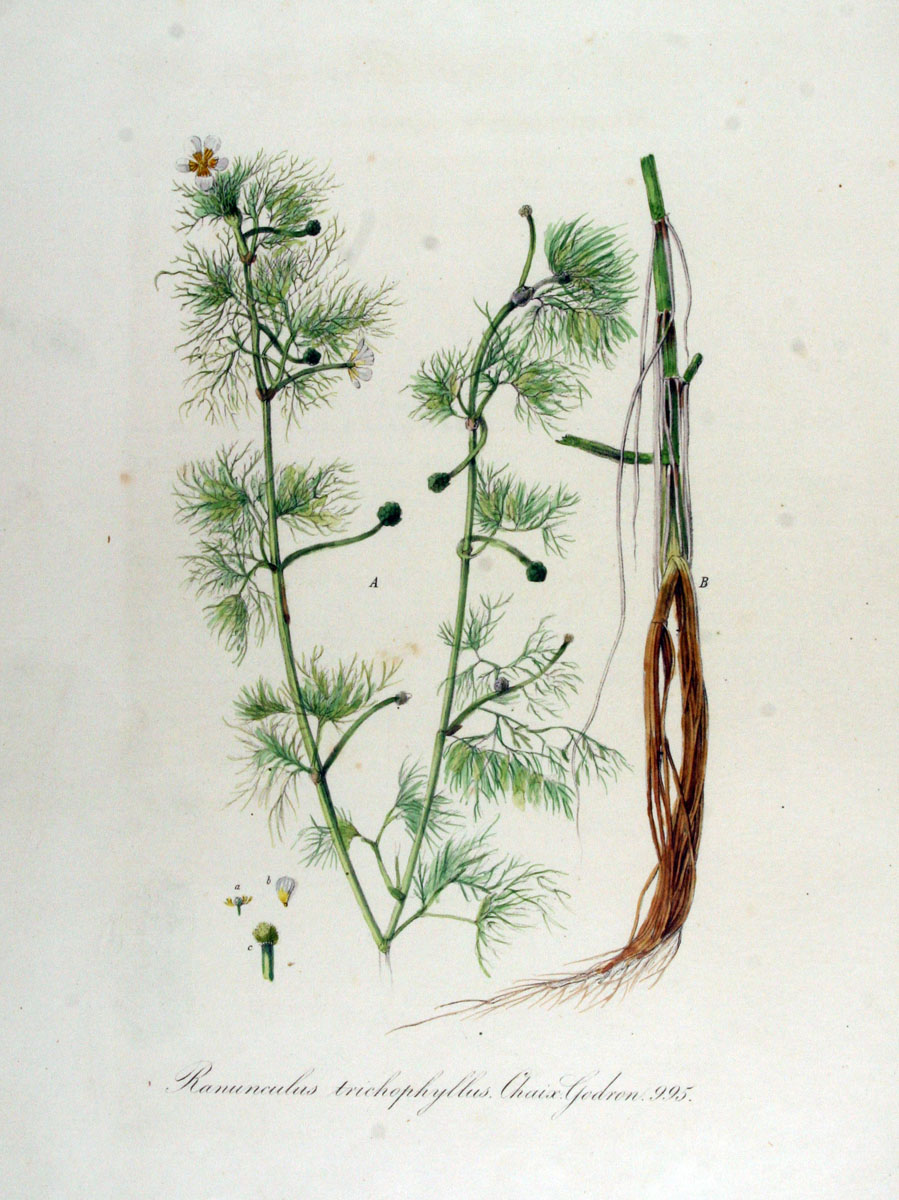
Illustration

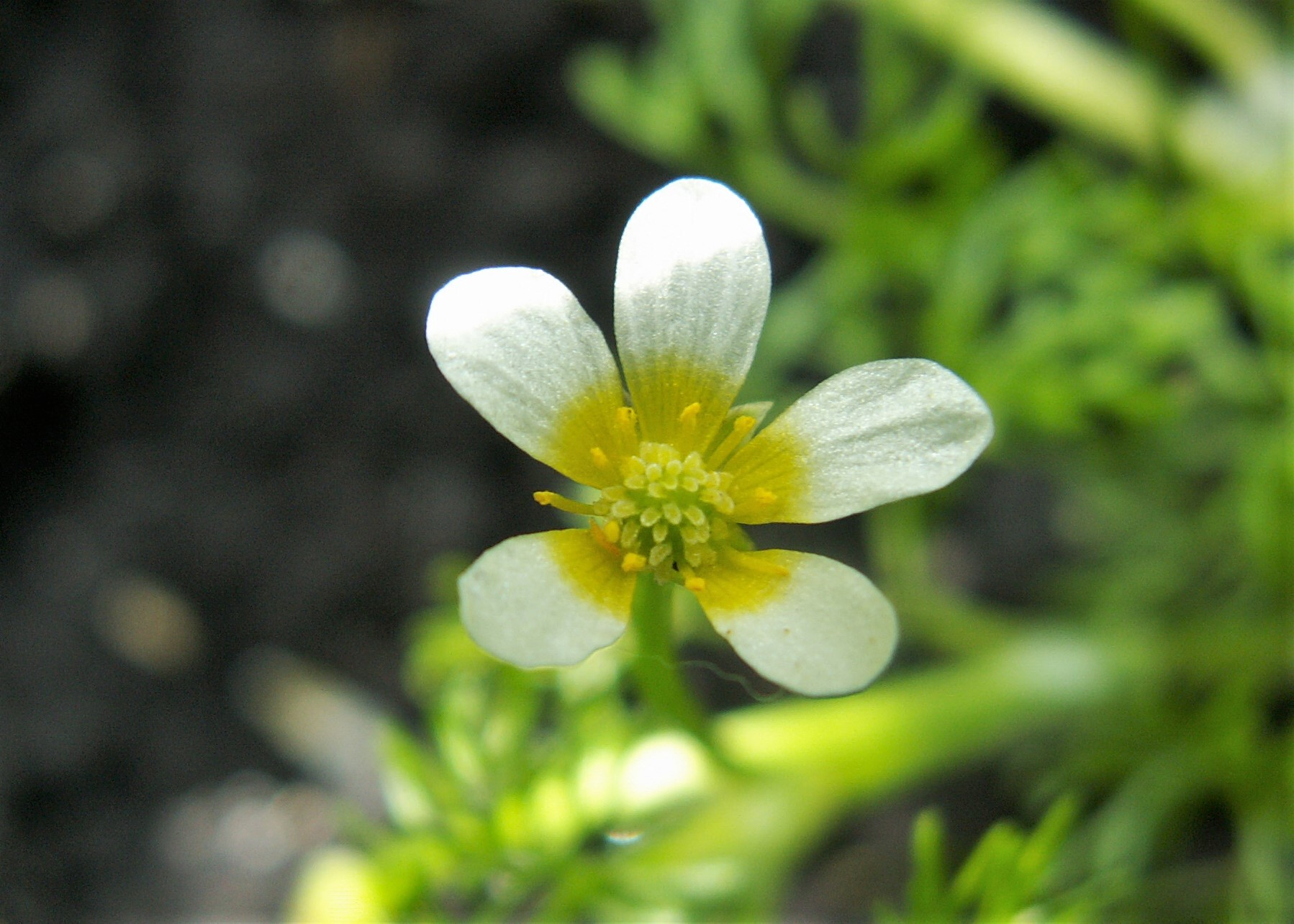
Blüte von Ranunculus trichophyllus

### Vegetative Merkmale
Der Haarblättrige Wasserhahnenfuß ist eine einjährige bis ausdauernde krautige Pflanze. Der Stängel erreicht Längen von bis zu etwa 1 Meter. Am untersten Knoten der Stängel sitzen die Wurzeln, mit nur 0,3 bis 0,4 Millimetern Durchmesser. Die mit Luftkammern versehenen, kahlen, flutenden Stängel wachsen aufrecht oder liegend.
Diese Wasserpflanze bildet keine Schwimmblätter aus. Angepasst an das Leben unter Wasser, hat die Pflanze robuste, fein zerteilte, haarförmige Wasserblätter. Außerhalb des Wassers fallen diese pinselförmig zusammen. Im Gegensatz zum Flutenden Wasserhahnenfuß befinden sich die Blattzipfel nicht auf einer Ebene und die Blätter sind kürzer als die Abstände der Stängelknoten. Sie bildet Nebenblätter aus, die zu zwei Drittel oder mehr mit den 4 bis 11 Millimeter langen Blattstielen verwachsen sind. Die fadenförmigen Blätter selbst sind unter Wasser 4 bis 11 Millimeter lang und 7 bis 23 Millimeter breit.

### Blüte und Frucht
Die Blütezeit reicht von Juni bis August. Die langen Blütenstiele entspringen gegenüber dem Blattansatz und sind ein- bis anderthalbmal so lang wie das gegenüber liegende Blatt. Am oberen Teil der Stängel entspringen wenige Blüten und ragen über die Wasseroberfläche. Bei den relativ kleinen, zwittrigen Blüten beträgt sowohl der Durchmesser als auch die Länge zwischen 5 und 15 Millimetern. Die fünf grünen, kahlen Kelchblätter sind abstehend, leicht fallend und etwa 3 Millimeter lang. Die fünf freien weißen, am Grund gelben Kronblätter sind mit 3 bis 6 Millimeter im Vergleich zu anderen Wasserhahnenfuß-Arten klein. Ihre Form ist verkehrt-eiförmig und sie sind zwei- bis dreimal so lang wie die Kelchblätter. In der Blüte entwickeln sich neun bis fünfzehn Staubblätter, dabei werden auch Nektarblätter ausgebildet.
In einer Sammelfrucht stehen 16 bis 33 Nüsschen eng zusammen. Die anfangs mehr oder weniger behaarten, später kahlen Nüsschen sind 1 bis 2 Millimeter lang, miesmuschelförmigen und haben zwei Nasen an den seitlichen Enden. Die bei Reife gelben oder schwarzen Früchte ragen auf kräftigen Stielen etwas über die Wasseroberfläche. Jedes Nüsschen trägt enthält einen Samen. An Form und Oberflächenstruktur der Früchte und Nektarien lassen sich die meisten Unterarten unterscheiden.

## Ökologie
Die Bestäubung erfolgt durch Insekten oder durch Selbstbestäubung. Zu ihrer Vermehrung nutzt der Haarblättrige Wasserhahnenfuß die Wasserausbreitung oder Pflanzenbruchstücke bilden Wurzeln an den Stängelknoten.

## Vorkommen
Der Haarblättrige Wasserhahnenfuß ist ein eurasiatisch-nordamerikanisches Florenelement. Sein Verbreitungsgebiet erstreckt sich über ganz Europa (ohne Nord-Skandinavien), Asien (ohne Tropen und Arktis), Nord- und Südafrika, und Nordamerika. Der Haarblättriger Wasserhahnenfuß ist circumpolar in den gemäßigten Breiten und subarktischen Gebieten der Nordhalbkugel verbreitet. Im südlichen Australien, Tasmanien und Neuseeland ist er Anfang des 20. Jahrhunderts ein Neophyt.
Der Haarblättrige Wasserhahnenfuß gedeiht meist an sonnigen bis halbschattigen Standorten in langsam fließendem oder stehendem Wasser, das nur mäßig nährstoffreich und mäßig warm ist. Ihre Anwesenheit deutet auf lehmige oder sandige Böden hin, die leicht sauer oder kalkhaltig sind. Man findet sie in Teichen und Bächen vorwiegend in den Uferregionen in kleinen bis größeren Gruppen.
In nährstoffreichen Teichen finden sich knapp unter der Wasseroberfläche sehr dichte Bestände. In stehenden Gewässern ist die Pflanze nur schwach verwurzelt und schwebt oft ganz im Wasser. Die Art überwintert durch ihre Samen oder in Form wintergrüner Jungpflanzen. An trockenfallenden Stellen ist die Pflanze einjährig, sonst ausdauernd. Der Haarblättrige Wasserhahnenfuß bildet auch üppig blühende und fruchtende Landformen aus, die nur mäßig frostempfindlich sind. Insgesamt ist der Haarblättrige Wasserhahnenfuß konkurrenzschwach und typischerweise an gestörten Gewässern und Pionierstandorten anzutreffen.

## Inhaltsstoffe
Alle Ranunculus-Arten sind giftig (Protoanemonin). Aufgrund ihres beißenden Geschmacks werden sie vom Vieh gemieden. Beim Trocknen der Pflanze wird das giftige Protoanemonin in das ungiftige Anemonin übergeführt, so dass Heu, welches getrockneten Hahnenfuß enthält, unschädlich ist. Abgemähte Stängel können bei Kontakt Hautreizungen hervorrufen (Wiesendermatitis). Protoanemonin (auch Anemonol oder Ranunculol) ist ein Toxin, welches in unterschiedlichen Konzentrationen in allen Hahnenfußgewächsen vorkommt.

## Systematik
Die Erstveröffentlichung von Ranunculus trichophyllus erfolgte 1785 durch Dominique Chaix. in Pl. Vapinc, 1785, S. 31.
Bedingt durch die nur schwer zu unterscheidenden Unterarten gibt es eine ganze Reihe von Synonymen; dabei sind die amerikanischen Autoren mit ihren europäischen Kollegen nicht immer einer Meinung. Hier wird die in Europa übliche Einteilung wiedergegeben.
Unter der Art Haarblättriger Wasserhahnenfuß (Ranunculus trichophyllus Chaix s. l.) werden mehrere Unterarten zusammengefasst. Die Artengruppe wird deshalb auch als Ranunculus trichophyllus agg. bezeichnet. Die Grund-Chromosomenzahl der Sippe beträgt n = 8.

### Gewöhnlicher Haarblättriger Wasserhahnenfuß
Ranunculus trichophyllus Chaix subsp. trichophyllus: Diese Unterart hat die oben beschriebenen Merkmale und findet sich in nährstoffreichen Gewässern. Sie ist tetraploid oder hexaploid und hat die Chromosomenzahl 2n = 32 oder 48. Sie kommt in Gesellschaften des Verbands Ranunculion fluitantis vor. Die ökologischen Zeigerwerte nach Landolt et al. 2010 sind für diese Unterart in der Schweiz: Feuchtezahl F = 5ufw+ (unter Wasser aber stark wechselnd), Lichtzahl L = 4 (hell), Reaktionszahl R = 4 (neutral bis basisch), Temperaturzahl T = 3 (montan), Nährstoffzahl N = 2 (nährstoffarm), Kontinentalitätszahl K = 4 (subkontinental), Salztoleranz 1 = tolerant.

### Gebirgs-Wasserhahnenfuß
Ranunculus trichophyllus subsp. eradicatus (Laest.) C.D.K.Cook:
Habitus wie Ranunculus trichophyllus subsp. trichophyllus. Die Unterart unterscheidet sich durch ihre Zartheit und ist an fast allen Knoten bewurzelt. Die geschlossenen Blüten bestäuben sich selbst (Kleistogamie). Die Kelchblätter sind 2 bis 3 Millimeter und die Kronblätter 3 bis 4,5 Millimeter lang und wirken hinfällig. Die Anordnung der Nektarblätter ist halbkreis- bis kreisförmig. Die Blüte entwickelt neun bis 13 Staubblätter und etwa 15 bis 25, manchmal auch 30 bis 40 kahle Nüsschen. Diese Unterart ist tetraploid mit der Chromosomenzahl 2n = 32.
Die Vorkommen in Mitteleuropa sind konstant bzw. die Zunahmen entsprechen in etwa den Rückgängen an anderen Stellen. Die Verbreitung dieser Unterart ist arktisch-alpin. Das Hauptverbreitungsgebiet ist die Arktis. In den europäischen Mittelgebirgen und im Alpenvorland findet man sie zerstreut. In den Alpen gedeiht sie von 1170 bis 2750 Metern Meereshöhe. In den Allgäuer Alpen kommt sie von 1500 bis zu 2075 Metern Meereshöhe vor. Christopher David Cook fand die Unterart im Juli 1966 in 2,5 Meter Wassertiefe im Funtensee in den Berchtesgadener Alpen in voller Blüte. Im Geißalpsee in Allgäu blühte sie im August in 1,5 Meter Wassertiefe unter einer dünnen Eisschicht.
Die Unterart bevorzugt nährstoffarme Gewässer. Sie ist eine Charakterart des Callitricho-Sparganietum angustifolii aus dem Verband Isoetion und kommt gern zusammen mit der Nadel-Sumpfbinse (Eleocharis acicularis) und dem Ufer-Hahnenfuß (Ranunculus reptans) vor. Die ökologischen Zeigerwerte nach Landolt et al. 2010 sind für diese Unterart in der Schweiz: Feuchtezahl F = 5uw+ (unter Wasser aber stark wechselnd), Lichtzahl L = 4 (hell), Reaktionszahl R = 3 (schwach sauer bis neutral), Temperaturzahl T = 1+ (unter-alpin, supra-subalpin und ober-subalpin), Nährstoffzahl N = 3 (mäßig nährstoffarm bis mäßig nährstoffreich), Kontinentalitätszahl K = 2 (subozeanisch).